# Koffán Károly (grafikus, 1909–1985)
Koffán Károly (Geresd, 1909. október 17. – Budapest, 1985. november 9.) magyar grafikus, fotóművész, bábművész, ornitológus, művészpedagógus, érdemes művész (1981).

## Életpályája
1928–1933 között a Képzőművészeti Főiskolán Rudnay Gyula tanítványa volt. 1933 és 1939 között Párizsban élt, bábosként néhány évig közreműködött az Arc-en-Ciel bábegyesület tevékenységében. Az ember tragédiája 1937-es előadásában is részt vett, valamint szintén 1937-ben a Thanatos, az utazó című előadáshoz ő készítette a bábukat. Hazatérését követően a bábozással felhagyott, 1948 és 1956 között a Magyar Képzőművészeti Főiskolán tanított.
Kiemelkedő alkotása a De Profundis című metszetsorozat, ezt 1940-ben könyv formájában is kiadták. Egyéni technikájú, csendéletet ábrázoló monotípiákat és monogravűröket is készített. Jelentősek művésztársairól készített portréi.

## Egyéni kiállítások
- 1933, 1940, 1947, 1965 • Kortárs művészekről készített fotóportrék kiállítása, Magyar Nemzeti Galéria, Budapest

## Kötetei
- De profundis. 32 fa- és linóleummetszet. Páris 1934–1939; előszó François Gachot; szerzői, Bp., 1940
- Az erdei pacsirta fészke (Acta Zoologia, 1960)
- Birds in camera; angolra ford. Szabó-Froreich Antal, előszó Heinz Sielmann; Barrie and Rockliff–Corvina, London–Bp., 1960
- Vögel vor der Kamera; németre ford. Salgó Gábor, előszó Heinz Sielmann; Corvina, Bp., 1961
- A százéves Budapest szobraiból. 1872–1972 / Bildwerke in Hundertjähringen Budapest; fotó Koffán Károly, Szelényi Károly, bev. Németh Lajos; Corvina, Bp., 1972
- Kezek; Megyei Könyvtár, Békéscsaba, 1984

## Díjai, elismerései
- Zichy-díj
- Érdemes művész (1981)